# Ted Oh
Ted Oh (Seoel, 27 augustus 1976) is een professioneel golfer uit Zuid-Korea. Hij kreeg later de Amerikaanse nationaliteit.
Ted Oh studeerde aan de Universiteit van Las Vegas (UNLV). Als student kwalificeerde Oh zich in 1993 voor het US Open. Hij was toen 16 jaar en 10 maanden, de jongste speler ooit die zich voor het Open kwalificeerde. Hij speelde met Jack Nicklaus, Severiano Ballesteros en José María Olazabal voordat hij de cut miste.

## Teams
- Palmer Cup (namens de VS): 1997

## Professional
Hij werd in 1998 professional en speelde op de Nationwide Tour in de Verenigde Staten. In 2000 speelde hij ook de nationale tour in Korea en in 2001 werd hij Rookie of the Year op de Aziatische PGA Tour.
In 2009 won Ted Oh de eerste ronde van de Amerikaanse Tourschool.

## Gewonnen
- 2008: Long Beach Open